# 圣乔治堡

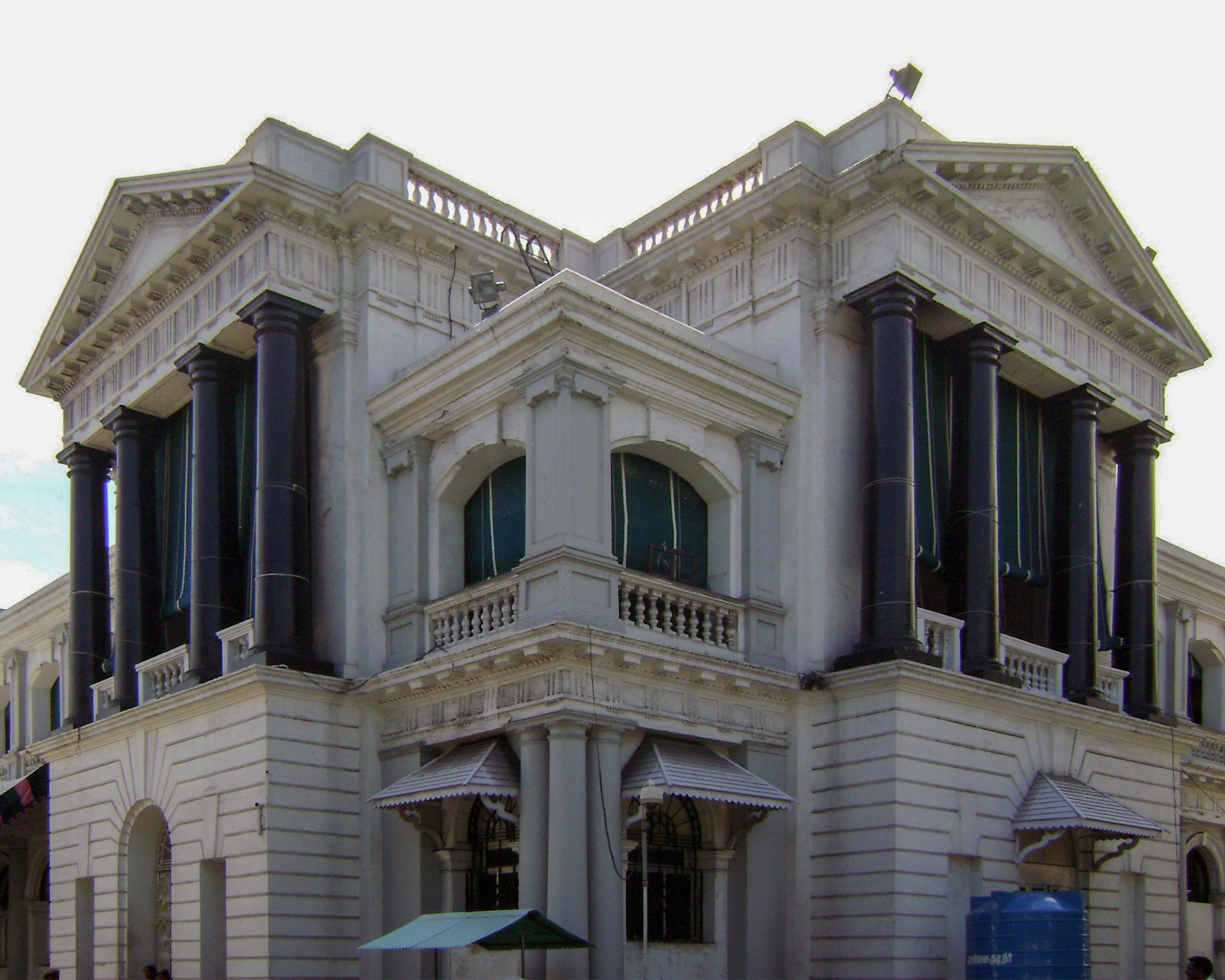
圣乔治堡

圣乔治堡（Fort St. George）是英国在印度建立的第一座堡垒，建于1644年，位于南部海边城市清奈。